# Campionati mondiali di sci nordico 1958
I Campionati mondiali di sci nordico 1958, ventiduesima edizione della manifestazione, si svolsero dal 1º al 9 marzo a Lahti, in Finlandia. Vennero assegnati otto titoli.
Per la prima volta in sede iridata, inoltre, la prova di fondo della combinata nordica fu portata dai 18 ai 15 km, com'era già avvenuto ai VII Giochi olimpici invernali di Cortina d'Ampezzo 1956.

## Risultati

### Uomini

#### Combinata nordica
| Posizione | Atleta            | Nazione          | Punti   |
| --------- | ----------------- | ---------------- | ------- |
| 1         | Paavo Korhonen    | Finlandia        | 448,500 |
| 2         | Sverre Steinersen | Norvegia         | 447,690 |
| 3         | Gunder Gundersen  | Norvegia         | 444,552 |
| 4         | Martti Maatela    | Finlandia        | 444,155 |
| 5         | Michail Prjachin  | Unione Sovietica | 440,259 |
| 6         | Leonid Fëdorov    | Unione Sovietica | 438,759 |

2-3 marzo

Trampolino: Salpausselkä K90

Fondo: 15 km

#### Salto con gli sci
| Posizione | Atleta           | Nazione      | Punti |
| --------- | ---------------- | ------------ | ----- |
| 1         | Juhani Kärkinen  | Finlandia    | 224,5 |
| 2         | Ensio Hyytiä     | Finlandia    | 214,5 |
| 3         | Helmut Recknagel | Germania Est | 213,5 |
| 4         | Harry Glaß       | Germania Est | 211,0 |
| 5         | Asbjørn Osnes    | Norvegia     | 209,5 |
| 6         | Antero Immonen   | Finlandia    | 208,0 |

9 marzo

Trampolino: Salpausselkä K90

#### Sci di fondo

##### 15 km
| Posizione | Atleta             | Nazione          | Tempo   |
| --------- | ------------------ | ---------------- | ------- |
| 1         | Veikko Hakulinen   | Finlandia        | 48:58,3 |
| 2         | Pavel Kolčin       | Unione Sovietica | 49:11,8 |
| 3         | Anatolij Šeljuchin | Unione Sovietica | 49:29,4 |
| 4         | Sixten Jernberg    | Svezia           | 49:39,6 |
| 5         | Håkon Brusveen     | Norvegia         | 49:50,3 |
| 6         | Fëdor Terent'ev    | Unione Sovietica | 49:53,7 |

4 marzo

##### 30 km
| Posizione | Atleta            | Nazione          | Tempo     |
| --------- | ----------------- | ---------------- | --------- |
| 1         | Kalevi Hämäläinen | Finlandia        | 1:40:03,0 |
| 2         | Pavel Kolčin      | Unione Sovietica | 1:40:15,2 |
| 3         | Sixten Jernberg   | Svezia           | 1:40:44,4 |
| 4         | Arvo Viitanen     | Finlandia        | 1:41:28,1 |
| 5         | Arto Tiainen      | Finlandia        | 1:41:45,0 |
| 6         | Veikko Hakulinen  | Finlandia        | 1:41:48,8 |

2 marzo

##### 50 km
| Posizione | Atleta           | Nazione          | Tempo     |
| --------- | ---------------- | ---------------- | --------- |
| 1         | Sixten Jernberg  | Svezia           | 2:56:21,9 |
| 2         | Veikko Hakulinen | Finlandia        | 2:57:39,7 |
| 3         | Arvo Viitanen    | Finlandia        | 2:58:49,5 |
| 4         | Arto Tiainen     | Finlandia        | 2:59:39,2 |
| 5         | Eero Kolehmainen | Finlandia        | 3:01:39,5 |
| 6         | Pavel Kolčin     | Unione Sovietica | 3:01:53,4 |

8 marzo

##### Staffetta 4x10 km
| Posizione | Nazione          | Atleti                                                                     | Tempo     |
| --------- | ---------------- | -------------------------------------------------------------------------- | --------- |
| 1         | Svezia           | Sixten Jernberg Lennart Larsson Sture Grahn Per-Erik Larsson               | 2:18:15,0 |
| 2         | Unione Sovietica | Fëdor Terent'ev Nikolaj Anikin Anatolij Šeljuchin Pavel Kolčin             | 2:18:44,4 |
| 3         | Finlandia        | Kalevi Hämäläinen Arto Tiainen Arvo Viitanen Veikko Hakulinen              | 2:19:23,2 |
| 4         | Norvegia         | Hallgeir Brenden Oddmund Jensen Martin Stokken Håkon Brusveen              | 2:22:46,2 |
| 5         | Italia           | Federico De Florian Ottavio Compagnoni Marcello De Dorigo Giuseppe Steiner | 2:23:03,9 |
| 6         | Francia          | Victor Arbez René Mandrillon Benoît Carrara Jean Mermet                    | 2:25:46,3 |

6 marzo

### Donne

#### Sci di fondo

##### 10 km
| Posizione | Atleta            | Nazione          | Tempo   |
| --------- | ----------------- | ---------------- | ------- |
| 1         | Alevtina Kolčina  | Unione Sovietica | 44:49,0 |
| 2         | Ljubov' Kozyreva  | Unione Sovietica | 45:28,2 |
| 3         | Siri Rantanen     | Finlandia        | 46:02,8 |
| 4         | Rad'ja Erošina    | Unione Sovietica | 46:21,8 |
| 5         | Evdokija Smirnova | Unione Sovietica | 47:01,5 |
| 6         | Marija Gusakova   | Unione Sovietica | 47:01,9 |

5 marzo

##### Staffetta 3x5 km
| Posizione | Nazione          | Atlete                                                    | Tempo     |
| --------- | ---------------- | --------------------------------------------------------- | --------- |
| 1         | Unione Sovietica | Rad'ja Erošina Alevtina Kolčina Ljubov' Kozyreva          | 58:32,4   |
| 2         | Finlandia        | Toini Mikkula Pirkka Korkee Siiri Rantanen                | 1:00:14,0 |
| 3         | Svezia           | Märta Nordberg Irma Johansson Sonja Edström               | 1:01:58,5 |
| 4         | Polonia          | Maria Gąsienica Bukowa Stefania Biegun Józefa Czerniawska | 1:03:23,8 |
| 5         | Cecoslovacchia   | Libuse Patocková Anna Fialová Eva Benešová                | 1:04:27,3 |
| 6         | Germania Est     | Christa Göhler Ellfriede Spiegelhauer Sonnhilde Kallus    | 1:05:41,7 |

7 marzo

## Medagliere per nazioni
| Posizione | Nazione          | Oro | Argento | Bronzo | Totale |
| --------- | ---------------- | --- | ------- | ------ | ------ |
| 1         | Finlandia        | 4   | 3       | 3      | 10     |
| 2         | Unione Sovietica | 2   | 4       | 1      | 7      |
| 3         | Svezia           | 2   | 0       | 2      | 4      |
| 4         | Norvegia         | 0   | 1       | 1      | 2      |
| 5         | Germania Est     | 0   | 0       | 1      | 1      |